# وایزمن (آلاسکا)
وایزمن (به انگلیسی: Wiseman) شهرکی در ناحیه سرشماری یوکان-کویوکوک، آلاسکا ایالت آلاسکا است که جمعیت آن در سرشماری سال ۲۰۰۰ میلادی ۲۱ نفر بوده‌است.